# Suchodoletz

Das Stammwappen Ślepowron

Suchodoletz, früher poln. auch Suchodolec und Suchodolski, ist der Name eines polnischen Adelsgeschlechts, das mit Samuel Suchodolec um 1660 aus Glaubensgründen nach Kozinowen (später Andreaswalde) im späteren Landkreis Johannisburg (Ostpreußen) zog.

## Geschichte

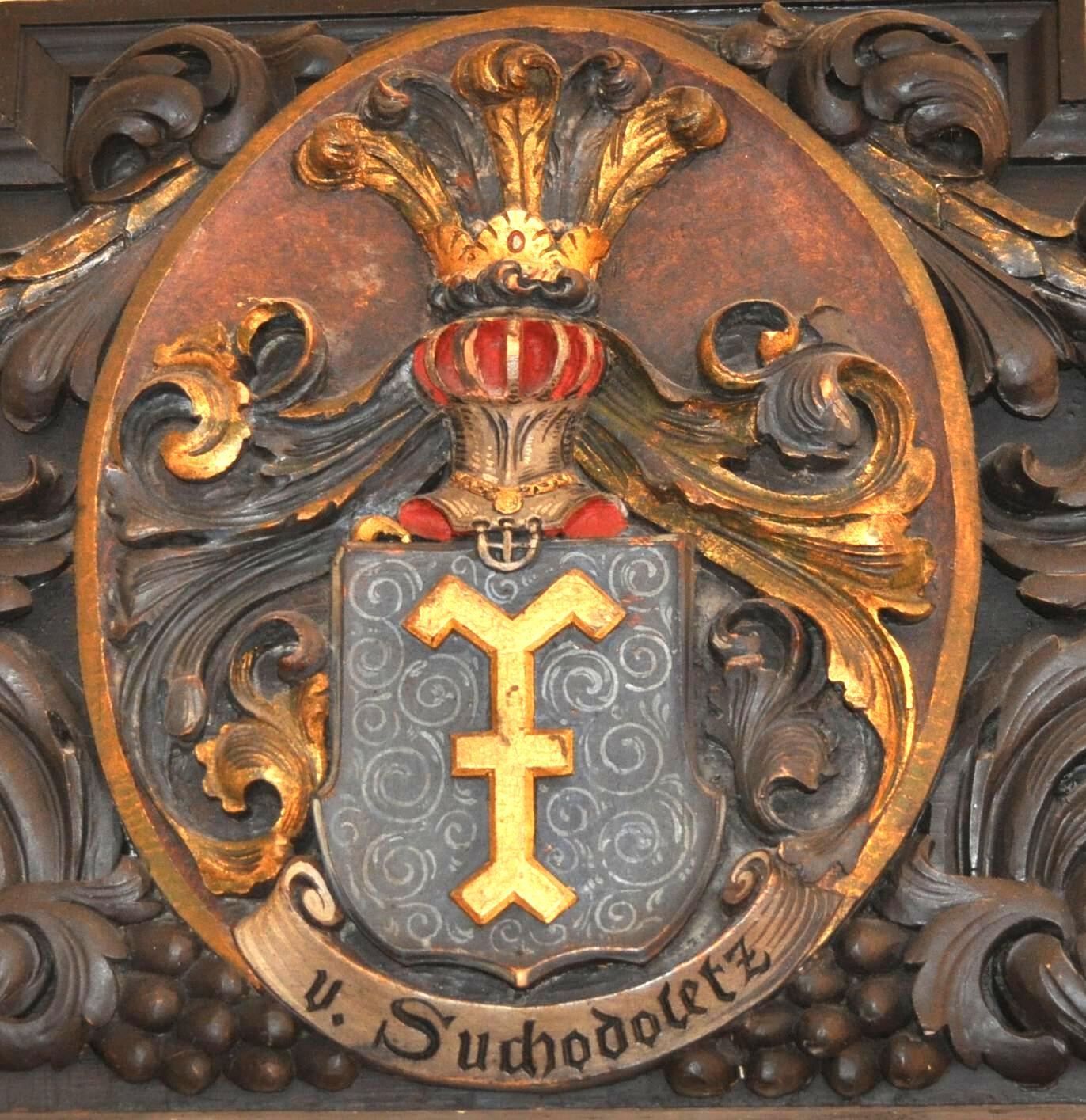
Wappen derer von Suchodoletz im Kreishaus Greifswald

Dessen Urenkel, der Gutsbesitzer und Ingenieur Gottlieb Suchodoletz (1742–1814), Gutsherr auf Alt-Rosenthal, Queden und anderen bei Rastenburg (Ostpreußen), führte als Deputierter der Landschaft Ostpreußen mit seinen Nachkommen unbeanstandet die Namensform von Suchodoletz, betrieben auf den Besitzungen eine moderne Landwirtschaft.
Gottliebs natürliche Söhne aus einer Verbindung mit Catharina Schipper, Ferdinand (* 1782) und Ludwig (* 1786), erhielten am 3. Dezember 1797 mit Diplom vom 7. Dezember 1797 in Berlin die preußische Adelslegitimation unter Beilegung des väterlichen Namens und Wappens.
1884 war eine Witwe von Suchodoletz als Inhaberin des 1354 ha großen Gutes Bosemb in Masuren nachgewiesen.
Ein Zweig derer von Suchodoletz macht sich in Groß Bünzow im Landkreis Greifswald ansässig. 1921 umfasste das Rittergut 527 ha und war an den Grafen von Schwerin auf Ziethen verpachtet. Eigentümer war nach dem Genealogischen Handbuch des Adels aus 1975 die Familie des Hauptmanns Oskar von Suchodoletz (1876–1934), seit 1922 Ehrenritter des Johanniterordens, und seiner Frau Lisa von Seebach. Sie war als Witwe nach 1937 Mitglied der Deutschen Adelsgenossenschaft und lebte bis weit in der 1970er Jahre in Greifswald. Dieses Gut Groß Bünzow besaßen sie nach neuesten Erkenntnissen und den Daten aus dem letztmals amtlich publizierten Güter-Adressbuch Pommern nur bis zur Weltwirtschaftskrise 1929/30.
Sie waren Mitglied des ständischen Kreistages, aus dem dortigen Kreishaus stammt das Wappen, es war Teil des Wappenfrieses der 24 Gutsherren und 3 Städte.
Über alle Generationen und aus den verschiedenen Familienlinien gingen die von Suchodoletz zum preußischen Militär.

## Wappenbeschreibung
Stammwappen Ślepowron. In Blau ein nach hinten geöffnetes silbernes Hufeisen, oben besetzt mit einem goldenen Kreuz, auf dem ein flugbereiter Rabe mit einem goldenen Ring im Schnabel steht. Auf dem Helm mit blau-silbernen Decken der Rabe mit dem Ring.
Das Wappenbild der vorpommerschen von Suchodoletz weicht doch beträchtlich vom Wappen der ostpreußischen ab.

## Namensträger
- Samuel Suchodolec (1649–1727), polnischer Mathematiker und Kartograf in preußischem Dienst und Schöpfer der preußischen Militärtopografie
- Jan Władysław Suchodolec (1687–1751), Samuels Sohn, polnischer Baumeister, Geodät und Kartograf in preußischem Dienst
- Ferdinand von Suchodoletz (1884–1914), deutscher Marineoffizier und Kommandant des U-Boots „U 11“ im Ersten Weltkrieg[10][11][12]
- Waldemar von Suchodoletz (1944–2021), deutscher Psychiater und Hochschullehrer